# Première guerre de Silésie
Guerres de Silésie
La première guerre de Silésie (en allemand : Erster Schlesischer Krieg) est un conflit qui a opposé la Prusse et l'Autriche entre 1740 à 1742 et a entraîné la conquête par la Prusse de la majeure partie de la région de la Silésie (aujourd'hui dans le sud-ouest de la Pologne). La guerre est menée principalement en Silésie, en Moravie et en Bohême (territoires de la Couronne de Bohême). Théâtre de la guerre de succession d'Autriche, ce conflit est le premier des trois guerres de Silésie, qui se sont déroulées entre la Prusse de Frédéric le Grand et l'Autriche de Marie-Thérèse au milieu du XVIIIe siècle, et qui se sont toutes trois soldées par le contrôle prussien de la Silésie. 
La Prusse cite ses revendications dynastiques séculaires sur certaines parties de la Silésie comme un casus belli, mais la Realpolitik et les facteurs géostratégiques jouent un rôle dans la provocation du conflit. La succession contestée de Maria Theresa à la monarchie des Habsbourg fournit à la Prusse l'occasion de se renforcer par rapport à ses rivaux régionaux tels que la Saxe et la Bavière . 
La guerre commence à la suite de l'invasion prussienne de la Silésie des Habsbourg à la fin de 1740, et elle se termine par une victoire prussienne consacrée par le traité de Berlin de 1742, qui a reconnu la conquête par la Prusse de la plupart de la Silésie et de certaines parties de la Bohême. Pendant ce temps, la guerre de succession d'Autriche s'est poursuivie et le conflit autour de la Silésie entraînerait l'Autriche et la Prusse dans une deuxième guerre de Silésie renouvelée deux ans plus tard. La première guerre de Silésie marque la défaite inattendue de la monarchie des Habsbourg contre une puissance allemande moindre et a initié la rivalité Autriche-Prusse qui allait façonner la politique allemande pendant plus d'un siècle. 

## Contexte et causes
Au début du XVIIIe siècle, la maison de Hohenzollern, à la tête du royaume de Prusse détient des droits dynastiques sur divers duchés de la province de Silésie, une région peuplée et prospère contiguë au territoire central de la Prusse dans la marche de Brandebourg. Outre sa valeur en tant que source de recettes fiscales, de production industrielle (en particulier de minéraux) et de recrues militaires, la Silésie revêt une grande importance géostratégique pour les belligérants. 
La vallée de l'Oder supérieur forme un conduit militaire naturel entre le Brandebourg, le royaume de Bohême et le margraviat de Moravie. La Silésie s'étend le long de la frontière nord-est du Saint-Empire romain germanique, à la limite des sphères d'influence de la république des Deux Nations et de l'Empire russe en Allemagne. 

### Revendication de Brandebourg – Prusse

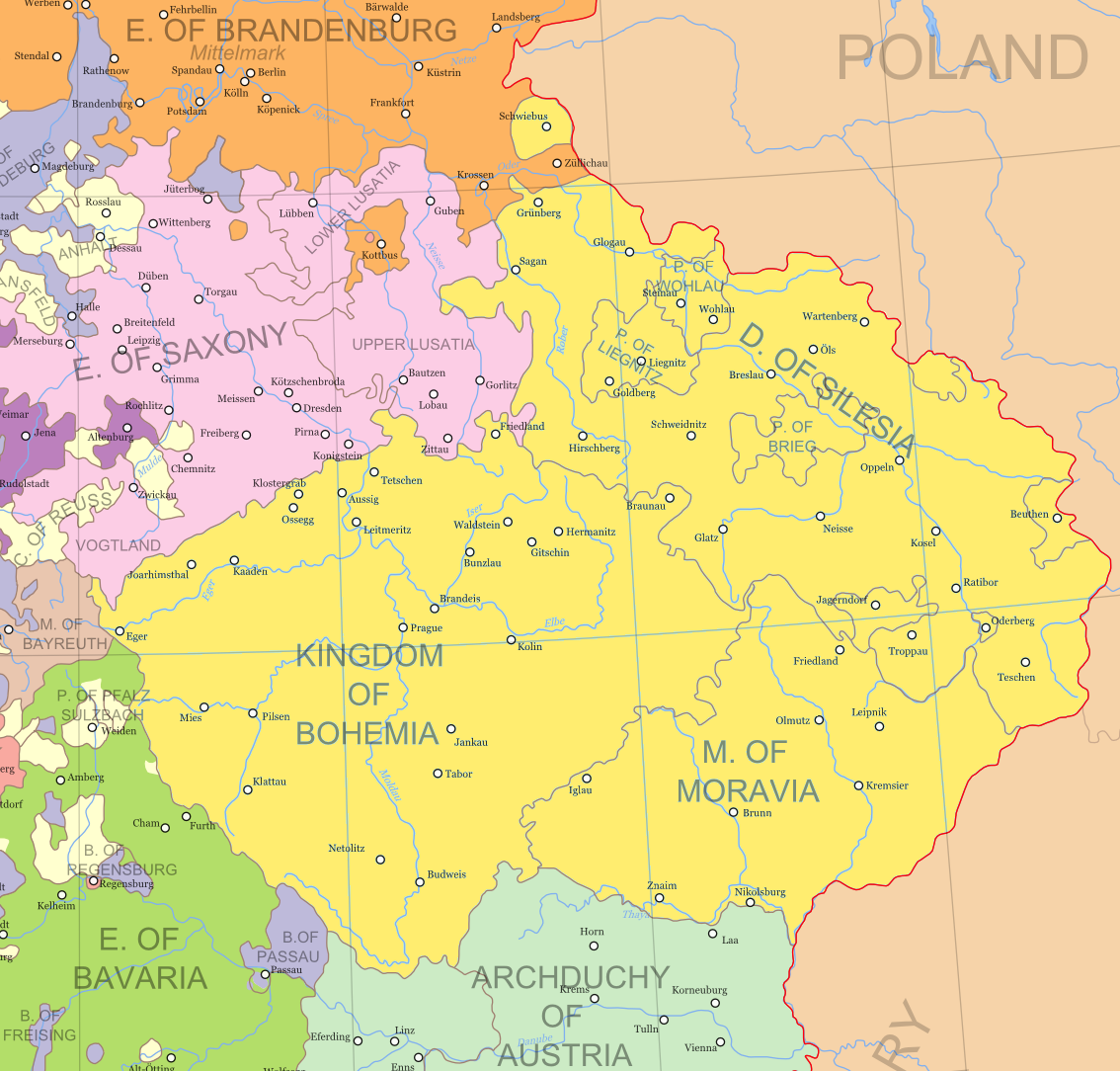
Territoire de la Couronne de Boheme en 1648. La région est sous la domination des Habsbourg jusqu'à l'annexion de la Silésie en 1742.

Les revendications de la Prusse de Brandebourg en Silésie sont basées, en partie, sur un traité d'héritage de 1537 entre le duc de Silésie Frédéric II de Legnica et le prince-électeur des Hohenzollern, Joachim II Hector de Brandebourg, par lequel les duchés silésiens de Liegnitz,  Wołów et Brzeg devaient passer aux Hohenzollern de Brandebourg si la dynastie des Piast en Silésie venait à disparaître. À l'époque, le roi des Habsbourg Ferdinand Ier de Bohême (seigneur féodal de la Silésie) rejette cet accord et fait pression sur les Hohenzollern pour qu'ils le répudie. En 1603, le prince-électeur des Hohenzollern, Joachim III Frédéric de Brandebourg, hérite séparément du duché de Jägerndorf de son cousin, le margrave Georges Frédéric de Brandebourg-Ansbach, et installe son deuxième fils, Jean-Georges, comme duc. 
Lors de la révolte de Bohême de 1618, et pendant la guerre de Trente Ans qui s'ensuit, Jean-Georges rejoint les duchés de Silésie dans leur révolte contre l'empereur catholique du Saint-Empire Ferdinand II. À la suite de la victoire catholique à la bataille de la Montagne Blanche en 1621, l'empereur retire à Jean-Georges son duché. Toutefois, les Hohenzollern continuent de se réclamer dirigeants légitimes de Jägerndorf. En 1675, alors que s'éteint la dynastie Piast, Frédéric Guillaume, duc de Prusse et grand électeur de Brandebourg, fait valoir ses revendications sur les duchés de Silésie. Les Habsbourg maintiennent tout de même leur domination sur la région.  
En 1685, alors que l'Autriche est engagée dans la grande guerre turque, l'empereur Léopold Ier donne au grand électeur Frédéric-Guillaume le contrôle immédiat de l'enclave silésienne de Schwiebus en échange d'un soutien militaire contre les Turcs et de la reddition des revendications des Hohenzollern en Silésie. Après l'accession du fils et successeur du grand électeur, Frédéric III de Brandebourg, l'empereur reprend le contrôle de Schwiebus en 1694, affirmant que le territoire n'avait été attribué personnellement à vie qu'au défunt grand électeur. Frédéric III accepte secrètement cette reprise en échange du paiement par Leopold de certaines de ses dettes mais répudie publiquement l'accord et réaffirme les anciennes revendications des Hohenzollern sur Jägerndorf et l'héritage des Piast.

### Succession d'Autriche

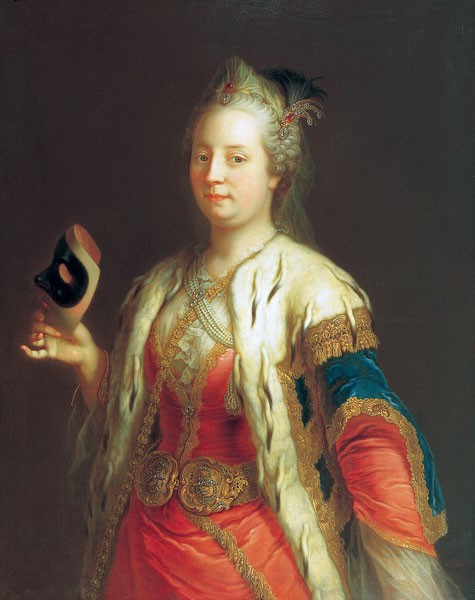
Marie-Thérèse d'Autriche c. 1744, par Martin van Meytens

Deux générations plus tard, le nouveau roi des Hohenzollern Frederick II de Prusse a formé des projets sur la Silésie peu après avoir succédé au trône en mai 1740. Frédéric jugea que les prétentions de sa dynastie étaient crédibles, et il avait hérité de son père d'une armée prussienne bien entraînée et d'un trésor royal en bonne santé. L'Autriche était en difficulté financière et son armée n'avait pas été renforcée ni réformée après une performance ignominieuse dans la guerre austro-russo-turque de 1737-1739. La situation stratégique européenne est favorable à une attaque contre l'Autriche, la Grande-Bretagne et le France s'occupant l'un de l'autre pendant la guerre de l'oreille de Jenkins et la Suède se dirigeant vers une guerre avec la Russie. Les électeurs de l'électorat de Bavière et l'électorat de Saxe avaient également des revendications contre l'Autriche et semblaient susceptibles de se joindre à l'attaque. Bien que les revendications dynastiques des Hohenzollern aient fourni un casus belli légaliste, les considérations de Realpolitik et de géostratégie ont joué le rôle principal dans la provocation de la guerre.

### Vers la guerre

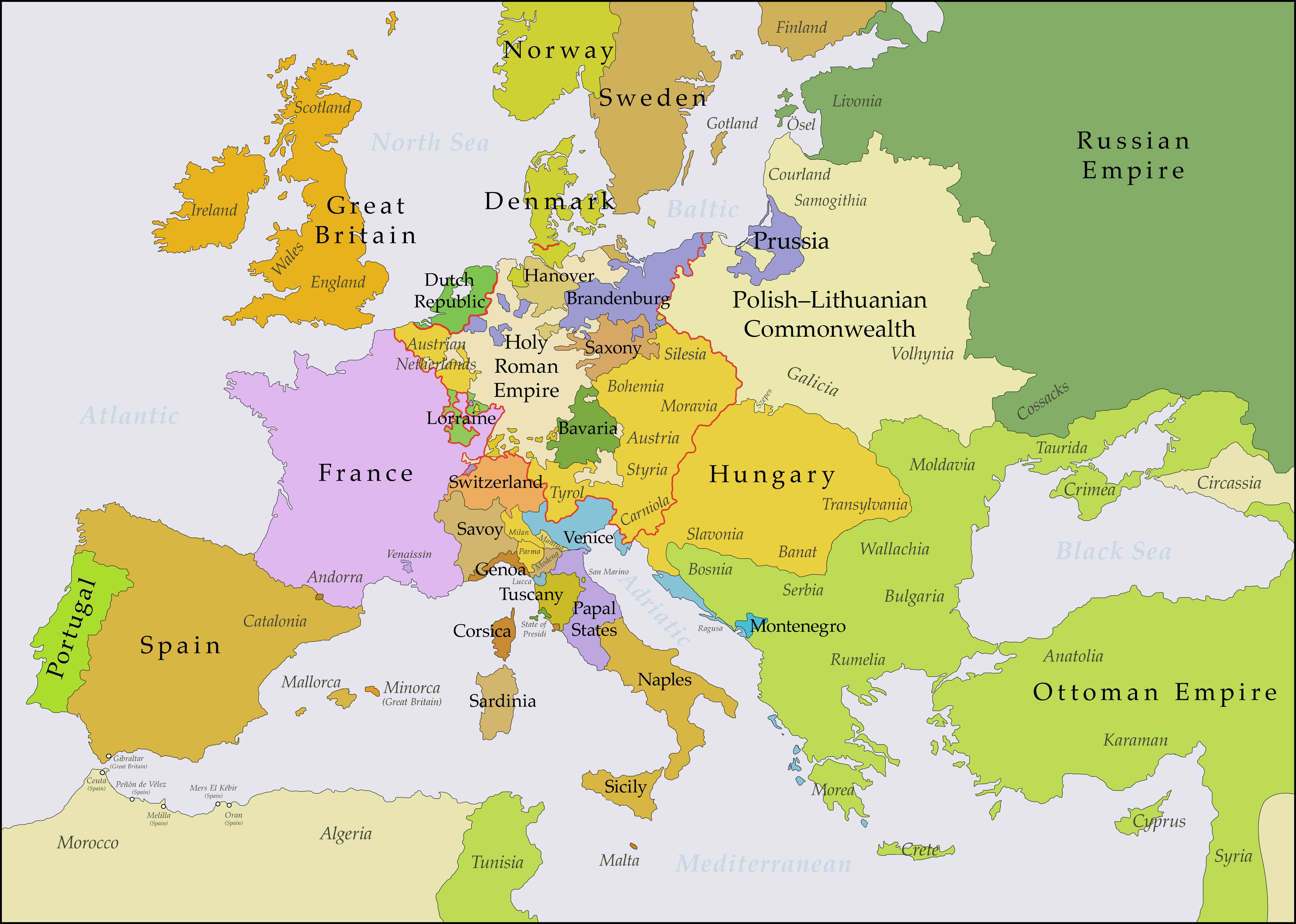
L'Europe dans les années qui ont suivi le traité de Vienne (1738), avec le Brandebourg-Prusse en violet et la monarchie des Habsbourg en or.

Alors que la Prusse réactive ses prétentions silésiennes et se prépare à la guerre contre l'Autriche, plusieurs autres puissances européennes ont pris des mesures similaires. Charles Albert de Bavière lance une revendication sur le trône impérial avec les territoires des Habsbourg de Bohême, de Haute-Autriche et du Tyrol, tandis que Frédéric-Auguste de Saxe revendique la Moravie et la Haute-Silésie. Les royaumes d'Espagne et de Naples espèrent saisir les possessions des Habsbourg dans le nord de l'Italie, tandis que la France, qui considère les Habsbourg comme des rivaux traditionnels, cherche à contrôler des Pays-Bas autrichiens. Les électorats de Cologne et du Palatinat se sont joints à eux pour former une alliance connue sous le nom de Ligue de Nymphembourg, qui visait à réduire ou à détruire la monarchie des Habsbourg et sa position dominante parmi les États allemands.  
L'Autriche est soutenue par la Grande-Bretagne (en union personnelle avec l'électorat de Hanovre) et, finalement, la Savoie-Sardaigne et la République néerlandaise ; l'Empire russe sous l'impératrice Élisabeth  prend également indirectement le parti de l'Autriche dans le conflit plus large en menant la guerre à la Suède (un allié français à l'époque). Les objectifs de Marie-Thérèse dans le conflit sont, premièrement, de préserver ses terres et titres héréditaires et, deuxièmement, de gagner ou d'obliger le soutien à l'élection de son mari, le duc François-Étienne de Lorraine, comme empereur romain germanique, défendant la prééminence traditionnelle de sa maison  Allemagne.  
Après la mort de l'empereur Charles le 20 octobre, Frédéric a rapidement résolu de frapper le premier; le 8 novembre, il a ordonné la mobilisation de l'armée prussienne et, le 11 décembre, il a adressé un ultimatum à Marie-Thérèse exigeant la cession de la Silésie. En retour, il a offert de garantir toutes les autres possessions des Habsbourg contre toute attaque, de payer une grosse indemnité en espèces reconnaître la Pragmatique Sanction et de donner son vote d'électeur de Brandebourg aux élections impériales au mari de Marie-Thérèse. N'attendant pas de réponse, lui et ses troupes s'avancèrent en Silésie.

### Méthodes et technologies
La guerre européenne au début de la période moderne a été caractérisée par l'adoption généralisée d'armes à feu en combinaison avec des armes blanches plus traditionnelles. Les armées européennes du XVIIIe siècle ont été construites autour d'unités d'infanterie de masse armées de fusils à silex à canon lisse et de baïonnettes. Les cavaliers étaient équipés de sabres et de pistolets ou de carabines ; la cavalerie légère était principalement utilisée pour la reconnaissance, le filtrage et les communications tactiques, tandis que la cavalerie lourde était utilisée comme réserve tactique et déployée pour des attaques de choc. L'artillerie Smoothbore a fourni un appui-feu et a joué le rôle principal dans la guerre de siège.  Au cours de cette période, la guerre stratégique était centrée sur le contrôle des fortifications clés positionnées de manière à commander les régions et les routes environnantes, avec de longs sièges, une caractéristique commune des conflits armés. Les batailles décisives sur le terrain étaient relativement rares, bien qu'elles aient joué un rôle plus important dans la théorie de la guerre de Frederick que ce qui était typique de ses rivaux contemporains.  
Les guerres de Silésie, comme la plupart des guerres européennes du XVIIIe siècle, ont été menées comme de prétendues guerres de cabinet dans lesquelles des armées régulières disciplinées étaient équipées et fournies par l'État pour mener une guerre au nom des intérêts du souverain. Les territoires ennemis occupés étaient régulièrement taxés et extorqués pour obtenir des fonds, mais les atrocités à grande échelle contre les populations civiles étaient rares par rapport aux conflits du siècle précédent. La logistique militaire a été le facteur décisif dans de nombreuses guerres, car les armées étaient devenues trop importantes pour se soutenir dans des campagnes prolongées en se nourrissant et en pillant seuls. Les fournitures militaires étaient stockées dans des magasins centralisés et distribuées par des trains de bagages qui étaient très vulnérables aux raids ennemis.  Les armées étaient généralement incapables de soutenir les opérations de combat pendant l'hiver et les quartiers d'hiver normalement établis pendant la saison froide, reprenant leurs campagnes avec le retour du printemps.

## Déroulement de la guerre

### Campagne de Silésie de 1740–41

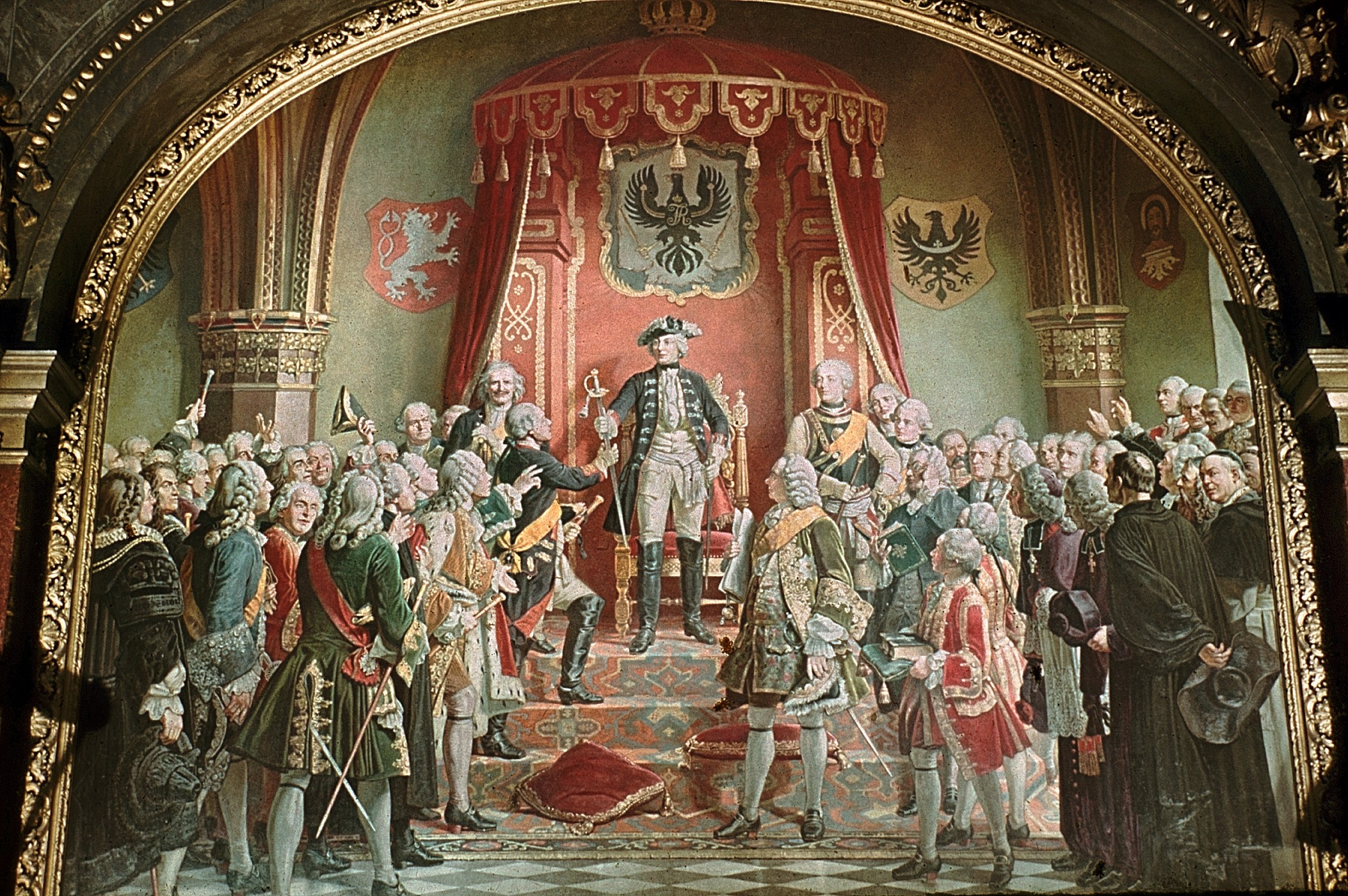
Frédéric le Grand recevant l'hommage des domaines de Silésie en 1741, représenté dans un tableau de 1882 de Wilhelm Camphausen

L'armée prussienne s'était massée tranquillement le long de l'Oder au début du mois de décembre 1740, et le 16 décembre, sans déclaration de guerre, Frédéric déplaça ses troupes de l'autre côté de la frontière en Silésie.  La force prussienne se composait de deux corps totalisant 27 000 soldats, tandis que la Silésie était défendue par une garnison autrichienne de seulement 8 000 hommes. Les Autrichiens ne pouvaient offrir qu'une légère résistance et garnir quelques forteresses ; les Prussiens ont balayé la province, prenant le contrôle de la capitale à Breslau sans combat le 2 janvier 1741.  La forteresse d'Ohlau a également été prise sans résistance le 9 janvier  après quoi les Prussiens l'ont utilisée pour leurs quartiers d'hiver.  À la fin de janvier 1741, la quasi-totalité de la Silésie était sous contrôle prussien et les autres bastions autrichiens de Glogau, Brzeg et Neisse étaient assiégés.  
Après avoir quitté les quartiers d'hiver au début de 1741, les forces prussiennes ont commencé une campagne de printemps et, le 9 mars, le prince Léopold II d'Anhalt-Dessau a pris Glogau d'assaut. Fin mars, une force autrichienne d'environ 20 000 hommes sous le commandement de Wilhelm Reinhard von Neipperg a traversé les montagnes des Sudètes depuis la Moravie et a brisé le siège de Neisse le 5 avril  après quoi la principale force prussienne a manœuvré pour s'opposer à son avance.  Le 10 avril, les deux armées se sont engagées près du village de Mollwitz, où les Prussiens du maréchal Kurt von Schwerin ont réussi à stopper l'avance autrichienne dans la bataille de Mollwitz. Aucune des deux armées ne s'est bien acquittée à Mollwitz et Frédéric a fui à un moment donné (sur les conseils de Schwerin) pour éviter la capture, mais les Prussiens ont tenu le champ et ont ensuite décrit la bataille comme une victoire. Brieg se rendit aux Prussiens le 4 mai après quoi la principale force prussienne campa au cours des mois suivants près de Neisse, affrontant les Autrichiens de Neipperg mais se battant peu. 

### Négociations du milieu de 1741

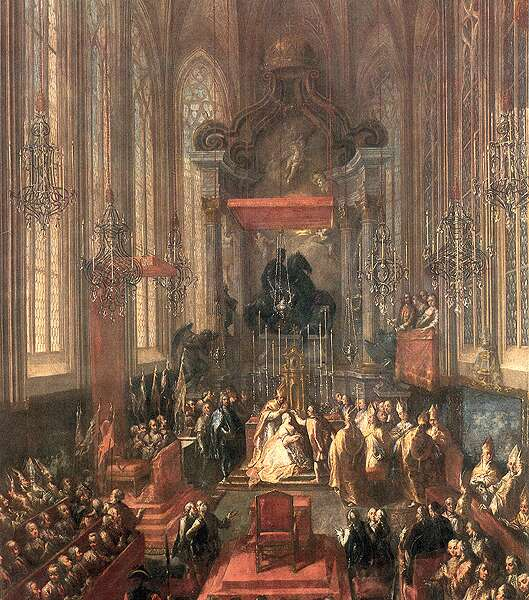
Marie-Thérèse est couronnée reine de Hongrie, la cathédrale St Martin, Pressburg

Après l'échec de l'Autriche à Mollwitz à repousser l'invasion prussienne, d'autres pouvoirs furent encouragés à attaquer l'archiduché assiégé, élargissant le conflit à ce qui allait devenir la guerre de succession d'Autriche. La France a déclaré son soutien à la saisie de la Silésie par la Prusse dans le traité de Breslau du 5 juin et, en juillet, elle a adhéré au traité de Nymphenburg, par lequel la France et l'Espagne se sont engagées à soutenir les revendications territoriales de la Bavière contre l'Autriche. Les forces françaises ont commencé à traverser le Rhin le 15 août  joignant les forces bavaroises sur le Danube et avançant vers Vienne  tandis qu'une armée hispano-napolitaine a attaqué les possessions autrichiennes dans le nord de l'Italie. La Saxe, ancien allié autrichien, rejoint désormais l'alliance française  et la Grande-Bretagne se déclare neutre pour empêcher les attaques françaises ou prussiennes sur Hanovre.  
Face à la perspective d'une partition totale de son royaume, Marie-Thérèse a travaillé au cours des mois suivants pour se regrouper et préparer une contre-attaque. Le 25 juin, elle a reçu son couronnement officiel en tant que reine de Hongrie à Pressburg et a commencé à essayer de recruter une nouvelle armée sur ses terres orientales. En août, elle a offert des concessions à Frederick aux Pays-Bas et un paiement en espèces si la Prusse évacuait la Silésie, bien qu'elle ait été immédiatement repoussée. Pendant ce temps, de nouveaux ennemis attaquent l'Autriche sur plusieurs fronts: les forces franco-bavaroises s'emparent de Linz le 14 septembre et avancent à travers la Haute-Autriche, atteignant les environs de Vienne en octobre, tandis que la Bohême est simultanément envahie par les Saxons.  Voyant la détresse de l'Autriche, Frederick a ouvert des négociations de paix secrètes avec Neipperg à Breslau, tout en continuant à soutenir publiquement la Ligue de Nymphenbourg.  
Bien que la Prusse soit alliée aux Français, l'idée que la France ou la Bavière devienne la puissance dominante en Allemagne par la destruction de l'Autriche n'a pas séduit Frédéric. Sous l'impulsion et la médiation britanniques  le 9 octobre, l'Autriche et la Prusse sont convenues d'un armistice secret connu sous le nom de Convention de Klein Schnellendorf, en vertu duquel les deux belligérants cesseraient les hostilités en Silésie (tout en maintenant leur apparence), et l'Autriche finirait par concéder la Basse La Silésie en échange d'une paix définitive à négocier avant la fin de l'année. Les forces autrichiennes de Neipperg ont ensuite été rappelées de Silésie pour défendre l'Autriche contre les envahisseurs occidentaux, abandonnant Neisse après un simulacre de siège début novembre et laissant toute la Silésie sous contrôle prussien.   

### Campagne Bohême – Moravie de 1741–1742

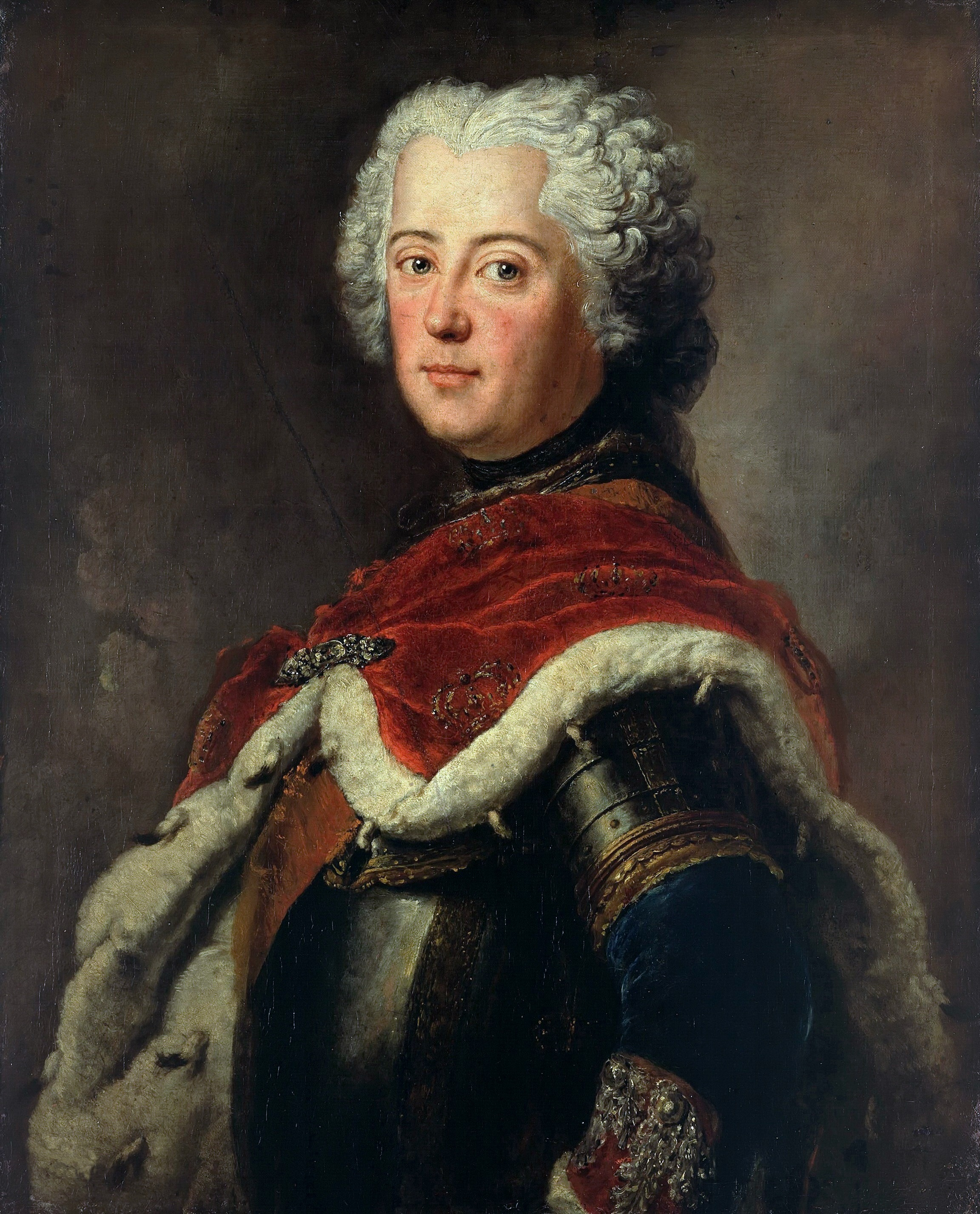
Frédéric II de Prusse comme prince héritier en 1739, par Antoine Pesne

À la mi-octobre, Charles Albert de Bavière et ses alliés français campaient près de Vienne, prêts à l'assiéger, mais il craignait que la Saxe et la Prusse ne s'emparent de certaines parties de la Bohême, ce qu'il avait également affirmé.  Les Français ont également déconseillé une décision décisive sur Vienne, souhaitant voir l'Autriche réduite plutôt que détruite. Ainsi, le 24 octobre, leurs forces se sont tournées vers le nord pour marcher à la place sur Prague. Les armées bavaroise, française et saxonne ont convergé autour de cette ville en novembre, l'assiégeant et finalement l'assaillant le 26 novembre; Charles Albert a continué à se proclamer roi de Bohême le 7 décembre. Pendant ce temps, au début de novembre, Frédéric a négocié la frontière entre les territoires putatifs de la Silésie prussienne et de la Moravie saxonne avec Frédéric Auguste de Saxe  obtenant également le soutien des Français et des Bavarois pour sa prise de l'intégralité de la Silésie, avec le comté de Bohême de Glatz. 
Alors que les alliés franco-bavarois réalisaient des gains territoriaux, Frédéric craignait que la Prusse ne soit mise à l'écart dans l'éventuel accord de paix. Il a donc répudié la Convention de Klein Schnellendorf, accusant les Autrichiens de violer son secret et rejoint l'avancée générale vers le sud en Bohême et Moravie.  En décembre, l'armée de Schwerin traversa les Sudètes en Moravie, occupant la capitale à Olmütz le 27 décembre, tandis que l'armée du prince Léopold assiégeait la forteresse de Glatz aux confins de la Bohême. En janvier 1742, l' élection impériale a lieu à Francfort, où l'électeur bavarois Charles Albert est choisi comme prochain empereur romain.  
Au début de 1742, Frédéric organisa une avance conjointe à travers la Moravie vers Vienne avec les Saxons et les Français, qui commença après la réunion de leurs forces le 5 février à Wischau. Cependant, les Français se sont montrés des alliés réticents et peu coopératifs et, après la prise d'Iglau le 15 février, ils se sont retirés en Bohême. Les Prussiens et les Saxons ont marché vers Brünn, le principal bastion autrichien restant en Moravie, mais ils ont fait peu de progrès en raison de la garnison autrichienne importante et d'une pénurie de fournitures.  Les Saxons ont abandonné l'effort le 30 mars et sont retournés en Bohême  où ils resteront jusqu'à ce qu'ils se retirent complètement de la guerre en juillet.  La campagne de Moravie n'a obtenu aucun gain significatif  et le 5 avril, les Prussiens se sont retirés en Bohême et en Haute-Silésie.  
Alors que l'avance morave s'effondrait, Charles Alexandre de Lorraine (beau-frère de Marie-Thérèse) dirigeait une armée austro-hongroise de 30 000 soldats à travers la Moravie vers la Bohême, dans l'espoir de disperser les Prussiens et de libérer Prague. Début mai, une armée prussienne de 28 000 hommes conduite par Frédéric et le prince Léopold a défilé dans les plaines de l'Elbe au sud-est de Prague, manœuvrant pour bloquer l'avancée autrichienne.  Les deux armées se sont rencontrées lorsque les Autrichiens de Charles ont attaqué le camp du prince Léopold près du village de Chotusitz le 17 mai; la bataille de Chotusitz qui s'ensuivit se termina par une victoire prussienne étroite, avec des pertes substantielles des deux côtés. La défaite du prince Charles à Chotusitz, suivie peu de temps après la défaite d'une autre armée autrichienne lors de la bataille de Sahay le 24 mai, a laissé Prague entre les mains des envahisseurs et l'Autriche sans aucun moyen immédiat de les chasser de Bohême.

### Traités de Breslau et de Berlin

Silésie autrichienne après le traité de Berlin (1742)

Au lendemain de Chotusitz, la Prusse a intensifié ses efforts pour parvenir à une paix séparée avec l'Autriche, et les négociateurs des deux belligérants se sont à nouveau rencontrés à Breslau fin mai.  Frédéric exigeait maintenant presque toute la Silésie, ainsi que le comté de Glatz; Marie-Thérèse hésitait à faire de telles concessions, mais l'envoyé britannique, Lord Hyndford, la pressa de faire la paix avec la Prusse et de concentrer ses forces contre les Français.  Le Trésor britannique avait financé une grande partie de l'effort de guerre de l'Autriche par des subventions en espèces destinées à affaiblir la France, et Hyndford a menacé de retirer le soutien de la Grande-Bretagne si Marie-Thérèse refusait de concéder la Silésie. Les deux belligérants sont finalement parvenus à un accord dans le traité de Breslau du 11 juin, qui a mis fin à la première guerre de Silésie. 
En vertu de ce traité, l'Autriche concéda à la Prusse la grande majorité de la Silésie ainsi que le comté de Bohême de Glatz, territoires qui seront ultérieurement consolidés pour former la province prussienne de Silésie. L'Autriche a conservé le reste de la Bohême et deux petites parties de l'extrême sud de la Silésie, y compris le duché de Teschen et des parties des duchés de Jägerndorf, Troppau et Neisse ; ces terres seraient plus tard combinées pour former la terre de la couronne de la Silésie autrichienne. La Prusse a également accepté de contracter certaines des dettes autrichiennes qui avaient été garanties contre des actifs en Silésie, ainsi que de s'engager à rester neutre pour le reste de la guerre de succession d'Autriche en cours. Cet arrangement a été officialisé et confirmé dans le traité de Berlin, signé le 28 juillet 1742 

## Résultats

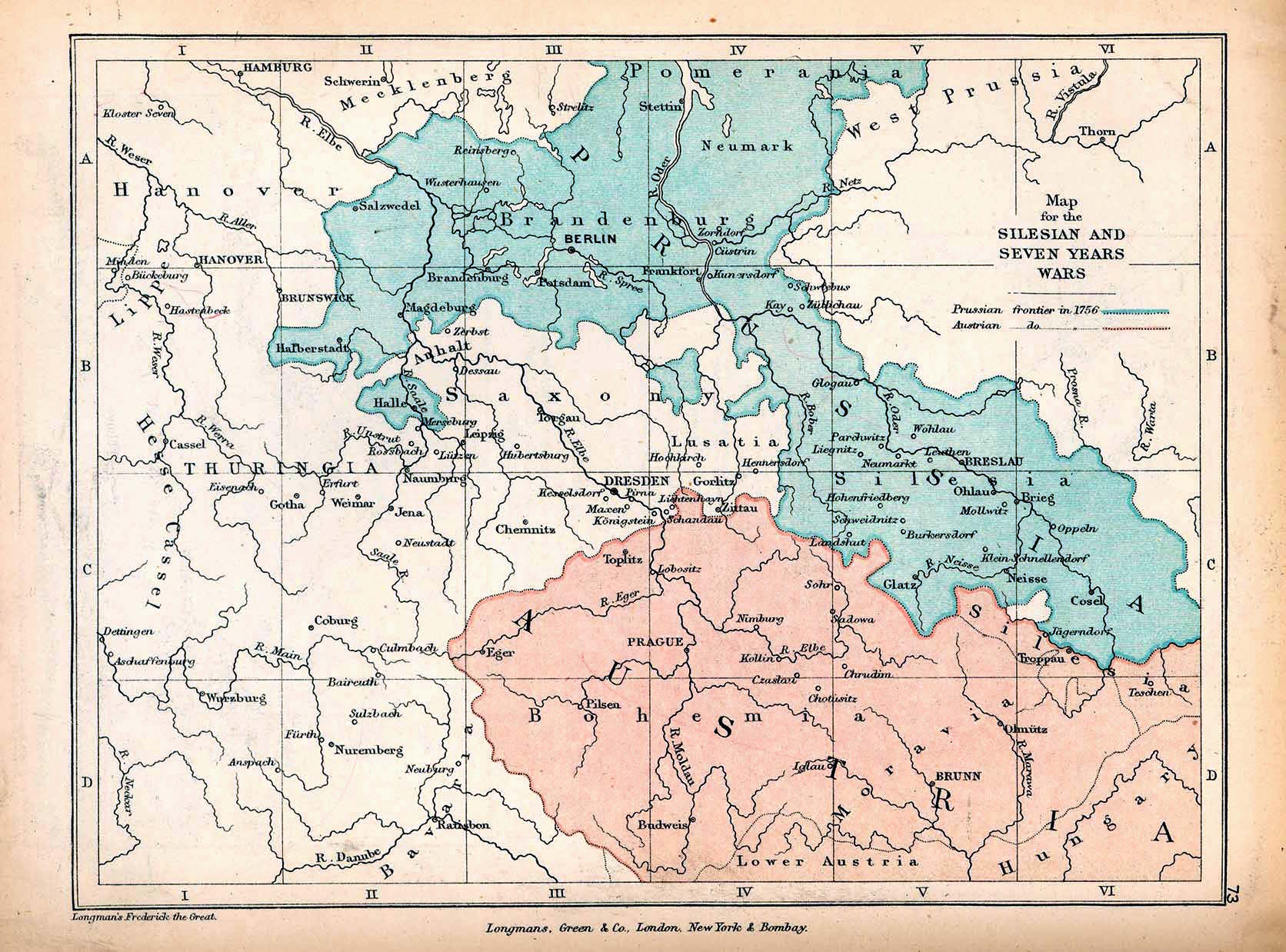
Les frontières d'Europe centrale de Brandebourg – Prusse (bleu-vert) et de la monarchie des Habsbourg (rouge) en 1756, après la prise de la Silésie par la Prusse lors de la première guerre de Silésie.

La première guerre de Silésie s'est terminée par une victoire nette pour la Prusse, offrant au royaume de nouveaux territoires s'étendant sur 35 000 kilomètres carrés, et environ un million de nouveaux sujets, améliorant considérablement ses ressources et son prestige. Cependant, en faisant deux fois une paix distincte pendant que la guerre de succession d'Autriche faisait rage, Frederick abandonne ses anciens alliés de la Ligue de Nymphembourg et se forge une réputation de manque de fiabilité diplomatique et de double emploi.  La Prusse étant retirée de la guerre au sens large, l'Autriche lance une contre-attaque majeure et commence à regagner du terrain perdu sur d'autres fronts. 
La saisie de la Silésie par la Prusse a également assuré la poursuite du conflit avec l'Autriche et la Saxe.   La détermination de Marie-Thérèse à récupérer la Silésie entrainera une reprise du conflit avec la Prusse dans la seconde guerre de Silésie seulement deux ans plus tard, avec une troisième guerre de Silésie à suivre après une autre décennie; Saxe prendrait le parti de l'Autriche dans les deux conflits futurs.  

### Prusse
Dans le règlement territorial qui a mis fin à la guerre, la Prusse a pris le contrôle de nouvelles terres étendues dans la Glatz et la Silésie  une région à la fois peuplée et densément industrialisée qui apporterait une main-d'œuvre et des impôts substantiels à l'État prussien. La victoire inattendue du petit royaume sur la monarchie des Habsbourg le distingue des rivaux allemands tels que la Bavière et la Saxe, marquant le début de l'ascension de la Prusse vers le statut de grande puissance européenne.   
La prise de la Silésie fit de la Prusse et de l'Autriche des ennemis durables et déterminés, déclenchant la rivalité Autriche-Prusse qui allait dominer la politique allemande au cours du siècle prochain.  La Saxe, envieuse de l'ascendance de la Prusse et menacée par la position géostratégique de la Silésie prussienne, a également fermement opposé sa politique étrangère à la Prusse. Le retrait unilatéral de Frédéric de l'alliance de Nymphenbourg (et sa répétition à la fin de la seconde guerre de Silésie) a mis en colère le tribunal français  et sa prochaine "trahison" perçue (une alliance défensive avec la Grande-Bretagne en vertu de la Convention de 1756 de Westminster ) a accéléré le réalignement éventuel de la France vers l'Autriche lors de la révolution diplomatique des années 1750.  

### L'Autriche
Les traités de Breslau et de Berlin ont coûté à la monarchie des Habsbourg sa province la plus riche  et capituler devant un prince allemand moindre a considérablement entamé le prestige de la monarchie des Habsbourg. La maison des Habsbourg a également été défaite aux élections impériales, remettant en question sa prééminence en Allemagne. L'armée autrichienne s'était trouvée dépassée par les Prussiens les plus disciplinés  et, à la fin de 1741, l'alliance de Nymphembourg avait menacé la monarchie des Habsbourg de désastre.  
Cependant, la paix dans le théâtre de Silésie a donné aux forces autrichiennes la liberté de renverser les acquis des Français et des Bavarois l'année précédente. Les envahisseurs occidentaux ont été refoulés dans la vallée du Danube au début de 1742 et la Saxe a retiré ses forces de Bohême après le traité de Berlin, faisant la paix avec l'Autriche vers la fin de l'année.  Les forces franco-bavaroises occupant Prague ont été isolées et assiégées, abandonnant finalement la ville en décembre.  Vers le milieu de 1743, l'Autriche reprendrait le contrôle de la Bohême, repousserait les Français à travers le Rhin en Alsace et occuperait la Bavière, exilant l'empereur Charles Albert à Francfort.